# رومانوفکا (شهرستان بیرسکی، باشقیرستان)
رومانوفکا (انگلیسی: Romanovka, Birsky District, Republic of Bashkortostan) یک شهرک در شهرستان بیرسکی باشقیرستان کشور روسیه است.